# Radical 129
Le radical 129, qui signifie le pinceau de calligraphie, est un des 29 des 214 radicaux chinois répertoriés dans le dictionnaire de Kangxi composés de six traits.
Le caractère Unicode de 聿 est 807F.

## Caractères avec le radical 129
| nombre de traits          | caractères |
| ------------------------- | ---------- |
| Sans trait supplémentaire | 聿 肀      |
| 4 traits supplémentaires  | 肁 肂 肃   |
| 5 traits supplémentaires  | 粛         |
| 7 traits supplémentaires  | 肄 肅 肆   |
| 8 traits supplémentaires  | 肇 肈      |